# Wilfried Romoli
Wilfried Romoli (Saint-Denis, 1963) è un ex ballerino, attore e maestro di balletto francese.

## Biografia
Dopo sei anni di studi alla scuola di danza dell'Opéra di Parigi, nel 1979 si è unito al corps de ballet del balletto dell'Opéra di Parigi. La sua carriera è stata rapida: nel 1982 è stato promosso a coryphée, nel 1983 a solista e nel 1989 a primo ballerino. Nel 2005 è stato proclamato danseur étoile e tre anni più tardi ha dato il suo addio alle scene, pur avendo continuato a danzare sporadicamente per ancora alcuni anni.
All'interno della compagnia ha danzato tutti i maggiori ruoli del repertorio, tra cui Romeo in Romeo e Giulietta, Des Grieux ne L'Histoire de Manon, Albrecht in Giselle, Siegfried ne Il lago dei cigni, Franz in Coppélia e Frollo in Notre-Dame de Paris. Nel corso della sua carriera ha ballato coreografie dei maggiori coreografi del XX secolo, tra cui Maurice Béjart, Mats Ek, Pina Bausch, John Neumeier, Angelin Preljocaj, Kenneth MacMillan, Roland Petit, Jerome Robbins, Jiri Kylian e Maguy Marin.
Dal 2009 è maestro di balletto alla scuola di danza dell'Opéra di Parigi e ha recitato in diversi film.

## Filmografia parziale
- Zim and Co., regia di Pierre Jolivet (2005)
- Divines, regia di Houda Benyamina (2016)